# Uroš Seljak

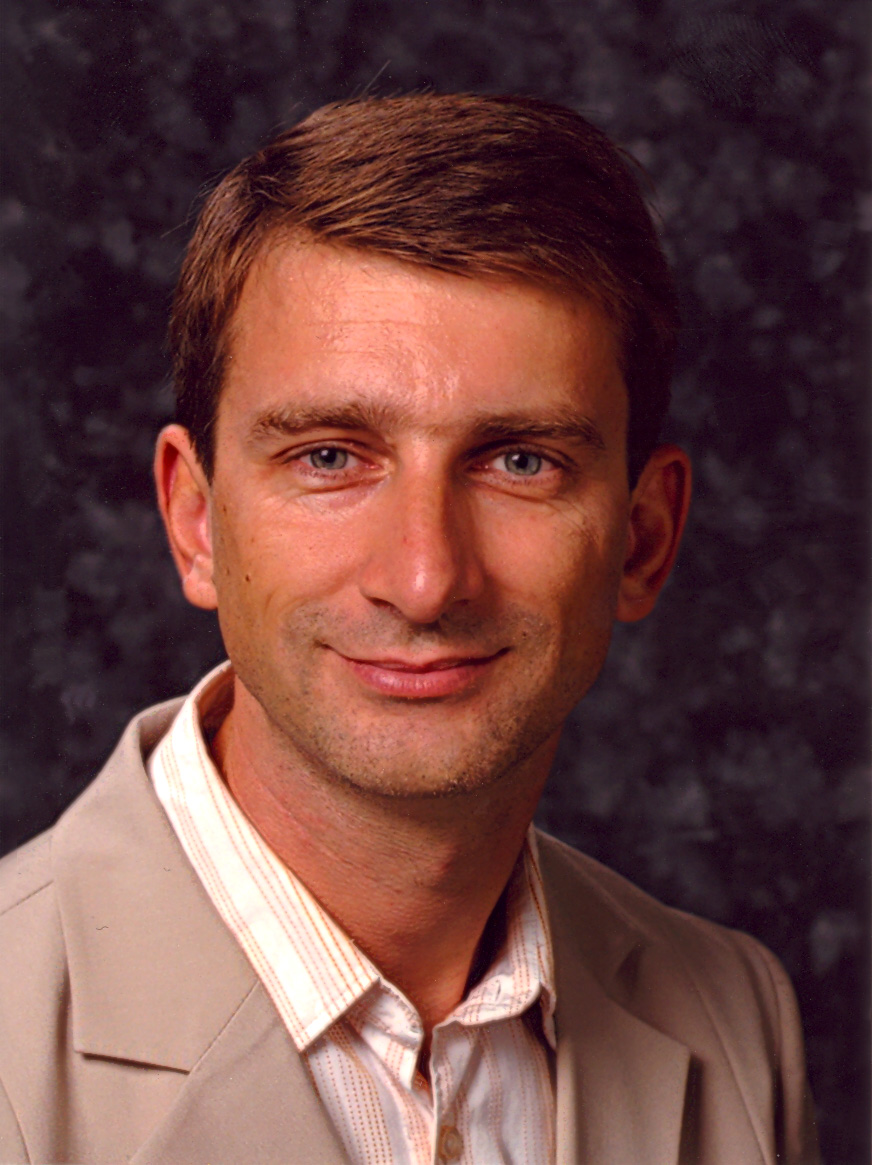
Uros Seljak

Uroš Seljak (* 13. Mai 1966 in Nova Gorica) ist ein slowenischer Kosmologe und Astrophysiker.
Seljak studierte an der Universität Ljubljana mit dem Bachelor-Abschluss 1989 und dem Master-Abschluss 1991 und wurde 1995 am Massachusetts Institute of Technology bei Edmund Bertschinger promoviert. Als Post-Doktorand war er bis 1998 Smithsonian Fellow am Harvard-Smithsonian Center for Astrophysics, war dann an der Princeton University, am ICTP in Triest und an der Universität Zürich. Ab 2008 war er an der University of California, Berkeley, an der er Professor ist. Gleichzeitig war er am Lawrence Berkeley National Laboratory.
Er forscht über die großräumige Struktur des Universums über Daten Kosmische Hintergrundstrahlung (CMB), Galaxienclusterbildung und schwache Gravitationslinseneffekte und entwickelte für die Extraktion von kosmologischen Informationen analytische und numerische sowie Bayes-statistische Methoden und Methoden des Maschinenlernens. 1997 sagte er die Existenz von E- und B-Polarisationsmoden im CMB als Anzeichen für primordiale Gravitationswellen aus der Inflationsphase vorher. Dazu entwickelte er mit Matias Zaldarriaga den CMBFAST Code (veröffentlicht 1996). Ein weiterer Schwerpunkt sind Ursprung und Eigenschaften dunkler Materie und dunkler Energie.
Er war Packard (2000) und Sloan Research Fellow (2001), erhielt 2002 einen Career Award der National Science Foundation und 2001 den Helen B. Warner Award der American Astronomical Society. 2019 wurde er Mitglied der National Academy of Sciences und 2013 Fellow der American Physical Society. 2021 erhielt er den  Gruber-Preis für Kosmologie mit Marc Kamionkowski und Matias Zaldarriaga. 2024 wurde Seljak zum Mitglied der American Academy of Arts and Sciences gewählt.

## Schriften (Auswahl)
- mit M. Zaldarriaga: A Line-of-Sight Integration Approach to Cosmic Microwave Background Anisotropies, Astrophysical Journal, Band 469, 1996, S. 437 (CMBFAST), Arxiv
- Measuring Polarization in the Cosmic Microwave Background, Astrophysical Journal, Band 482, 1997, S. 6, Arxiv
- Analytic model for galaxy and dark matter clustering, Monthly Notices Royal Astron. Soc., Band 318, 2000, S. 213, Arxiv
- mit N. Bahcall, J. Ostriker und anderen: Cosmological parameter analysis including SDSS Lyα forest and galaxy bias: Constraints on the primordial spectrum of fluctuations, neutrino mass, and dark energy, Phys. Rev. D, Band 71, 2005, S. 3515, Arxiv.
- mit Alexey Makarov, Patrick McDonald, Hy Trac: Can Sterile Neutrinos Be the Dark Matter ?, Phys. Rev. Lett., Band 97, 2007, S. 1303, Arxiv